# Papiro 38

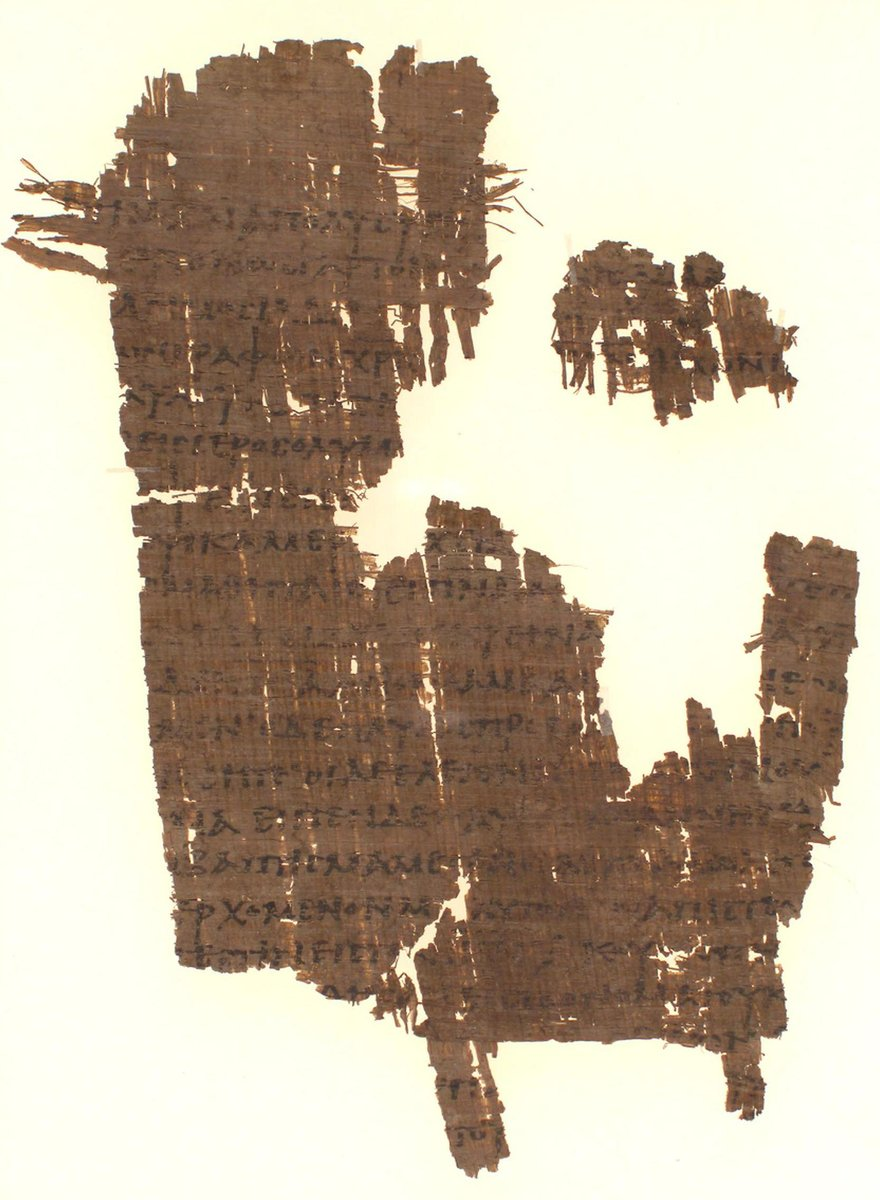
El Papiro 38 con el texto de Hechos 18-19

El Papiro 38 (en la numeración Gregory-Aland), designado como {\displaystyle {\mathfrak {P}}}38, es una copia antigua de una parte del Nuevo Testamento en griego. Es una manuscrito en papiro de los Hechos de los Apóstoles, contiene únicamente Hechos 18:27-19:6.12-16. El manuscrito ha sido asignado paleográficamente a principios de siglo III.

## Descripción
Solo se conservan fragmentos del códice de los textos de Hechos 18,27-19,6.12-16. Las hojas eran aproximadamente de 14 a 27 cm y el texto escrito en una columna por página, 36 líneas en la columna. El texto tiene los nombres sagrados con abreviaturas.

## Texto
Aunque el texto es muy corto, el texto griego de este códice ha sido denominado como una representación del tipo textual occidental. Aland lo llamó como un Texto libre y lo ubicó en la Categoría IV. El texto de este manuscrito se relaciona con el Códice de Beza.

## Historia
El manuscrito fue comprado en El Cairo en 1924. Aunque su origen es desconocido, es probable que venga del Fayum, porque muchos de los manuscritos adquiridos en El Cairo provienen de allí. El texto del manuscrito fue publicado por Henry A. Sanders en 1927, seguido por Schofield. Ernst von Dobschütz lo ubicó en la lista de los manuscritos del Nuevo Testamento, en el grupo de los papiros, dándole el número 37.
Actualmente está guardado en la Universidad de Míchigan (Inv. 1571) en Ann Arbor.

## Lectura adicional
- Henry A. Sanders, A Papyrus Fragment of Acts in the Michigan Collection, Harvard Theological Review. vol. 20. 1927, pp. 1-19.
- A. C. Clark, The Michigan Fragment of Acts, JTS XXIX (1927), pp. 18-28.
- Silva New, The Michigan Papyrus Fragment 1571, en Beginnings of Christianity V (1933), pp. 262-268.
- M.-J. Lagrange, Critique textuelle II, La Critique rationelle (París, 1935), pp. 402-405.
- Henry A. Sanders, Michigan Papyri, University of Michigan Studies, Humanistic Series, XL (Ann Arbor, 1936), pp. 14-19.

- Datos: Q1386441
- Multimedia: Papyrus 38 / Q1386441